# Tomáš Jablonský
Tomáš Jablonský (* 21. Juni 1987 in Prag) ist ein tschechischer Fußballspieler.

## Karriere
Jablonský begann mit dem Fußballspielen im Alter von sieben Jahren beim Prager Klub FC Háje Jížní Město. 2000 wechselte der Mittelfeldspieler zum FK Viktoria Žižkov, 2003 zu Slavia Prag. In der Gambrinus Liga debütierte der Mittelfeldspieler am 13. Mai 2007 bei einem 2:0-Auswärtssieg gegen Marila Příbram. In der Saison 2006/07 kam er zwei weitere Erstligaeinsätze. Zur Saison 2007/08 wurde Jablonský in der Profikader übernommen. Im Januar 2008 wechselte Jablonský auf Leihbasis zum SK Kladno. Im Sommer kehrte er zu Slavia zurück, wurde im September aber an FK Bohemians Prag verliehen, um mehr Spielpraxis zu erhalten. Anfang 2009 kehrte Jablonský zu Slavia Prag zurück. im Juni 2009 wechselte er zum FK Jablonec.